# International Journal of Audiology
International Journal of Audiology is een internationaal, aan collegiale toetsing onderworpen wetenschappelijk tijdschrift op het gebied van de audiologie. De naam wordt in literatuurverwijzingen meestal afgekort tot Int. J. Audiol. Het wordt uitgegeven door Informa Healthcare namens de British Society of Audiology en verschijnt maandelijks. Het eerste nummer verscheen in 1962.